# 黑狼犬
黑狼犬，又稱墨界犬，是19世紀起源於中國北方的稀有犬種，由德國牧羊犬與中國北方當地的犬種、中國的狼雜交而形成的。

## 外觀
黑狼犬是一種大型工作犬，黑狼犬毛短而黑，耳朵豎立，一些返祖的黑狼犬的胸部長出一些白色毛髮。

## 作為工作犬
黑狼犬是一種用廣泛地的工作犬，常被用作鬥犬、偵查犬、搜救犬、護衛犬、軍事用犬、協助犬、服務犬、伴侶犬。